# Под землёй (фильм)
Под землёй — короткометражный телевизионный художественный фильм, снятый по заказу Центрального телевидения СССР режиссёром Роландом Калныньшем по рассказу Александра Власова и Аркадия Млодика на Рижской киностудии в 1963 году.
Телевизионная премьера состоялась в 1964 году.

## Сюжет
Во время Великой Отечественной войны группа патриотически настроенных ребят, живущих на оккупированной немцами территории, спасает от неминуемой смерти советского разведчика, тяжело раненного во время перехода линии фронта. Школьники не только надёжно укрыли разведчика в подземелье, но и с риском для жизни доставили в армейский штаб карту с важными военными объектами врага.

## В ролях
- Алексей Сафонов — Смоляков
- Женя Евсеев — Вася
- Вася Зевакин — Ерёма
- Люся Пикаревская — Люба
- Миша Долгов — Федя
- Родион Гордиенко — Добромамин
- Янис Кубилис — Мюллер
- Владимир Цибин — Стоедов
- Валентинс Скулме — патрульный
- Робертс Цеплитис — патрульный
- А. Михайлов — Чухнин